# Maroquinerie des Ardennes
La Maroquinerie des Ardennes à Bogny-sur-Meuse est un projet architectural conçu par les architectes Patrick Berger et Jacques Anziutti en 2004.

## Contexte historique
Début 2000, le groupe Hermès International est confronté à une demande croissante. En 2002, un appel d'offres est lancé sous la direction de Luc de Vita afin de sélectionner une équipe chargée de la construction d'une nouvelle manufacture de cuir. La mise en place dans les Ardennes fait partie de la politique de décentralisation de la compagnie en France.  
Depuis les années 2000, on utilise de plus en plus d'architectes spécialisés pour élaborer des constructions aux formes simples et à l'utilisation de matériaux industriels. Les architectes Patrick Berger et Jacques Anziutti suggèrent une structure facile à assembler, avec une durée de montage de seulement huit semaines. Les premières esquisses du projet sont livrées en juillet 2002. Les études techniques sont terminées entre septembre 2002 et juillet 2003. Le projet architectural est construit en seulement un an et est inauguré en novembre 2004. Ce projet combine efficacité et qualité, tout en restant fidèle à une approche traditionnelle. Située dans un environnement verdoyant, la manufacture devient à la fois un lieu de promotion de la marque et un élément essentiel de la chaîne de production. 
Grâce à ce projet, Patrick Berger et Jacques Anziutti sont nommés au prix de l'Equerre d'argent pour ce projet en 2005. Puis, en 2023, cet ensemble architectural reçoit le label « Architecture contemporaine remarquable » (ACR) et rejoint la collection des édifices labellisés de la région du Grand Est. 

## Description de l’architecture
D'une superficie de 5 230 m2, la manufacture est située sur plus de trois hectares à flanc de coteau, à proximité de la Meuse. L'édifice de 104 mètres de long sur 52 mètres de large est en porte-à-faux sur le relief. Ce site, situé dans une zone d’activité est très visible depuis la vallée, son plan a donc été dessiné en adéquation avec le paysage environnant. L’architecture garde des formes horizontales et simples. Les architectes ont juste ajouté une « nef » au sud, au niveau de la cinquième travée, qui rompt la linéarité de la façade. Cette partie, plus élevée (8,84 mètres), joue le rôle de hall central, coupant ainsi la longueur du bâtiment et répartissant les espaces intérieurs. La manufacture, située en province, s'oppose aux bâtiments classiques des entreprises de luxe souvent implantées à Paris, tels que ceux de la place Vendôme.
Les façades de la manufacture sont en verre, avec des plaques rectilignes qui suivent la structure, et des portes de déchargement en caoutchouc. À l'extérieur, les façades latérales sont recouvertes de menuiseries en aluminium thermolaqué qui confèrent une touche industrielle et argentée. Les parois vitrées étant protégées de la surchauffe par des brise-soleil en aluminium. On retrouve également une toiture terrasse ajoutant à l’aspect longiligne de l’architecture. Ces bâtiments s'inscrivent de façon significative et respectueuse dans leur environnement naturel. Côté route, le projet suit la ligne d'horizon et côté vallée, la façade réfléchit le paysage, créant ainsi un lien visuel avec la nature environnante.
Le style du groupe est représenté par la structure du bâtiment, avec son ossature apparente faisant rappel aux temples grecs, mais restant légère et élégante. Elle est en acier galvanisé, faisant près de 720 tonnes, et est développée à l'aide de logiciels 3D. Ce qui facilite la production et l'assemblage des pièces. La structure s'inscrit dans un plan rectiligne et est appuyée par des piliers en béton armé, d'une profondeur moyenne de 11 mètres. Entre la structure et le sol, une galerie technique est intégrée dans la hauteur des piliers, ce qui renforce le côté fonctionnel de la maroquinerie.
Les espaces intérieurs sont répartis depuis le hall principal. Un long couloir relie cinq ateliers, ouverts sur des patios vitrés et végétalisés. Ce qui permet aux artisans d'avoir des vues directes sur l'extérieur. Un centre d'activités événementielles de l’autre côté de l’édifice. Dans cette même aile, se trouvent des bureaux côté voirie et une salle à manger avec vue sur la vallée. La circulation est facilitée par des escaliers et des rampes qui permettent un accès direct à l'extérieur. Les éléments intérieurs sont constitués d'acier et de panneaux de bois, avec un sol en béton solide recouvert de résine, renforçant son aspect industriel.